# ISO 3166-2:EG
ISO 3166-2:EG is een ISO-standaard met betrekking tot de zogenaamde geocodes. Het is een subset van de ISO 3166-2 tabel, die specifiek betrekking heeft op Egypte. 
De gegevens werden tot op 27 november 2015 geüpdatet op het ISO Online Browsing Platform (OBP). Hier worden 27 gouvernementen - governorate (en) / gouvernorat (fr) / muḩāfaz̧ah (ar) - gedefinieerd.
Volgens de eerste set, ISO 3166-1, staat EG voor Egypte, het tweede gedeelte is een één-, twee- of drieletterige code.

## Codes
| Code   | Naam             | Lokale variant |
| ------ | ---------------- | -------------- |
| EG-DK  | Ad Daqahlīyah    |                |
| EG-BA  | Al Baḩr al Aḩmar | Red Sea        |
| EG-BH  | Al Buḩayrah      |                |
| EG-FYM | Al Fayyūm        |                |
| EG-GH  | Al Gharbīyah     |                |
| EG-ALX | Al Iskandarīyah  | Alexandria     |
| EG-IS  | Al Ismā'īlīyah   |                |
| EG-GZ  | Al Jīzah         | Giza           |
| EG-MNF | Al Minūfīyah     |                |
| EG-MN  | Al Minyā         |                |
| EG-C   | Al Qāhirah       | Cairo          |
| EG-KB  | Al Qalyūbīyah    |                |
| EG-LX  | Al Uqşur         | Luxor          |
| EG-WAD | Al Wādī al Jadīd | New Valley     |
| EG-SHR | Ash Sharqīyah    |                |
| EG-SUZ | As Suways        | Suez           |
| EG-ASN | Aswān            |                |
| EG-AST | Asyūţ            |                |
| EG-BNS | Banī Suwayf      |                |
| EG-PTS | Būr Sa‘īd        | Port Said      |
| EG-DT  | Dumyāţ           | Damietta       |
| EG-JS  | Janūb Sīnā'      | South Sinai    |
| EG-KFS | Kafr ash Shaykh  |                |
| EG-MT  | Maţrūḩ           |                |
| EG-KN  | Qinā             |                |
| EG-SIN | Shamāl Sīnā'     | North Sinai    |
| EG-SHG | Sūhāj            | Sohag          |